# لاري سانجر
لاري سانجر : لورانس مارك «لاري» سانجر (بالإنجليزية: Larry Sanger)‏ ولد في 16 يوليو، 1968 في بلفيو، واشنطن. حاصل على ليسانس في الفلسفة من كلية ريد عام 1991 وماجستير في الفلسفة من جامعة ولاية أوهايو عام 1995 ودكتوراه في الفلسفة من جامعة ولاية أوهايو في عام 2000.
تم تعينه من قبل ويلز لبوميس، مؤسس نيوبيديا وويكيبيديا، ورئيس تحرير
نيوبيديا. سانجر مؤسس مشارك لويلز مع رفض ويلز لذلك وتأكيده بأنه المؤسس الوحيد. سانجر الوحيد الذي يتقاضى أجر في ويكيبيديا من 15 يناير 2001 حتى استقالته 1 مارس 2002.

## ويكيبيديا
سانجر كرئيس تحرير لشركة ويلز بوميس، ونتيجة لفشل مشروع نيوبيديا فكر في يناير 2001 بجعل ويكي قاعدة أساسية للمقالات فتكونت ويكيبيديا التي قام بتسميتها وترأسها وصياغة الكثير من سياستها الأصلية.

## سيتيزنديوم
يترأس سانجر حالياً مشروع سيتيزنديوم الذي سينفذ برعاية مؤسسة سيتيزنديوم. سبق لسانجر أن شارك في مشروع موسوعة أخرى باسم الكون الرقمي، لكنه تركه ليركز على سيتيزنديوم وهي موسوعة على الإنترنت كان القصد منها في البداية أن تكون فرعاً من موسوعة ويكيبيديا الإنجليزية، وتعمل الموسوعة بنفس الطريقة التي تعمل بها ويكيبيديا، لكنها لا تسمح بتعديل أو تحرير من قبل مجهولين، وتعتمد في مجالات معينة نظاماً للتحرير مختص بالمتخصصين.

## استقالته
استمر عمل سانجر حتى انتهاء التمويل من بوميس في عام 2002، واستقال كمحرر في نيوبيديا ورئيس تحرير ويكيبيديا وقد ذكر أسباب:
- لا يستطيع العمل كمتطوع ولا وقت لديه.
- وجود جو اجتماعي وسياسي هدام.
- ضعف في المصداقية.
- بروز وشهرة أشخاص بسطاء.
- معاداة النخبة.

## وصلات خارجية
- لاري سانجر على موقع IMDb (الإنجليزية)
- لاري سانجر على موقع الموسوعة البريطانية (الإنجليزية)
- لاري سانجر على موقع إن إن دي بي (الإنجليزية)
- لاري سانجر على موقع قاعدة بيانات الفيلم (الإنجليزية)
- لاري سانجر على موقع كينوبويسك (الروسية)